# 1987年のバレーボール
1987年のバレーボール（1987ねんのバレーボール）では、1987年（昭和62年）のバレーボール関連の出来事をまとめる。

## できごと
- フランス・バレーボールリーグが発足。
- シスレー・バレーが創設。
- ザレチエ・オジンツォボが創設。
- ユグラ・サモトロル・ニジネヴァルトフスクが創設。
- イタリア・セリエAにて、男子はパニーニ・モデナが2連覇、女子はラヴェンナが7連覇。
- コッパ・イタリアにて、男子はサンタル・パルマが4年ぶり、女子はラヴェンナが2年ぶりの優勝。
- ソ連リーグにて、男子はCSKAモスクワが3連覇、女子はウラロチカ・スヴェルドロフスクが2連覇。
- 欧州チャンピオンズカップにて、男子はソ連のCSKAモスクワが2連覇、女子はウラロチカ・スヴェルドロフスクが4年ぶりの優勝。
- ベルギー・ヘントにて、第15回バレーボール欧州選手権が開催。男子はソビエト連邦が9連覇、女子は東ドイツが2大会ぶりの優勝を飾った。
- ウルグアイ・モンテビデオにて、第17回バレーボール南米選手権が開催。男子はブラジルが11連覇、女子はペルーが3連覇を飾った。
- チュニジア・チュニスにて、第6回バレーボールアフリカ選手権男子大会、モロッコ・ラバトにて第3回女子大会が開催。男女ともチュニジアが優勝し、男子は2大会ぶり、女子は2連覇を飾った。
- キューバ・ハバナにて、第10回バレーボール北中米選手権が開催。男女ともキューバが優勝し、男子は3大会ぶり、女子は2連覇を飾った。
- クウェート・クウェートシティにて、第4回バレーボールアジア選手権男子大会、中国・上海にて女子大会が開催。男子は日本が2連覇、女子は中国が2大会ぶりの優勝を飾った。
- アメリカ・マサチューセッツ州ホリーオーク市にて、バレーボール殿堂が開館。
- 神奈川県藤沢市・鵠沼海岸にて、第1回ビーチバレージャパンが開催。
- フローラ・ハイマン賞が設立（2004年度で終了）。
- FIVB加盟（その22） - アンドラ、サンマリノ、セントビンセント・グレナディーン、トンガ、リベリアの5カ国。

## 国際大会
- アフリカ選手権
  - 男子
    - 金メダル： チュニジア
    - 銀メダル： カメルーン
    - 銅メダル： アルジェリア

  - 女子
    - 金メダル： チュニジア
    - 銀メダル： モロッコ
    - 銅メダル： エジプト

- 北中米選手権
  - 男子
    - 金メダル： キューバ
    - 銀メダル： アメリカ合衆国
    - 銅メダル： カナダ

  - 女子
    - 金メダル： キューバ
    - 銀メダル： アメリカ合衆国
    - 銅メダル： カナダ

- 南米選手権
  - 男子
    - 金メダル： ブラジル
    - 銀メダル： アルゼンチン
    - 銅メダル： ベネズエラ

  - 女子
    - 金メダル： ペルー
    - 銀メダル： ブラジル
    - 銅メダル： ベネズエラ

- アジア選手権
  - 男子
    - 金メダル： 日本
    - 銀メダル： 中国
    - 銅メダル： 韓国

  - 女子
    - 金メダル： 中国
    - 銀メダル： 日本
    - 銅メダル： 韓国

- 欧州選手権
  - 男子
    - 金メダル： ソビエト連邦
    - 銀メダル： フランス
    - 銅メダル： ギリシャ

  - 女子
    - 金メダル： 東ドイツ
    - 銀メダル： ソビエト連邦
    - 銅メダル： チェコスロバキア

## 国内大会

### 日本
- 第20回日本リーグ
  - 男子
    - 1位：富士フイルム（20勝1敗）
    - 2位：新日本製鉄（19勝2敗）
    - 3位：日本鋼管（14勝7敗）
    - MVP：三橋栄三郎

  - 女子
    - 1位：日立（19勝2敗）
    - 2位：日本電気（17勝4敗）
    - 3位：ダイエー（15勝6敗）
    - MVP：杉山加代子

- 第36回黒鷲旗全日本選手権
  - 男子
    - 1位：富士フイルム
    - 2位：新日鉄
    - 3位：日本たばこ、日本鋼管
    - 黒鷲賞：三橋栄三郎

  - 女子
    - 1位：日立
    - 2位：日本電気
    - 3位：イトーヨーカドー、ダイエー
    - 黒鷲賞：杉山加代子

## 誕生
1月
- 1月7日 - セレナ・オルトラーニ
- 1月28日 - マッテオ・マルティーノ

2月
- 2月3日 - 重村健太
- 2月7日 - シンシア・バルボッサ
- 2月17日 - 高田ありさ
- 2月23日 - 薛明

3月
- 3月2日 - 横山友美佳  （+2008年）
- 3月19日 - 山口尚美
- 3月21日 - 高崎紗緒梨

4月
- 4月3日 - 位田愛
- 4月12日 - 笠松真梨奈
- 4月22日 - 朝野久美 （+2008年）
- 4月24日 - 深川和那
- 4月26日 - 石川友紀
- 4月28日 - 加藤伊織

5月
- 5月15日 - タイーザ・メネセス
- 5月23日 - 山添信也

6月
- 6月11日 - ロベルランディ・シモン
- 6月21日 - ヨバナ・ベーソビッチ
- 6月23日 - 伊東勇樹
- 6月25日 - 筧本翔昴

7月
- 7月20日 - 今村駿
- 7月23日 - 深津旭弘

8月
- 8月12日 - 神本千佳
- 8月20日 - 野口彩佳
- 8月22日 - モハンマド・ムーサビ
- 8月29日 - マルコ・ポドラシュチャニン

9月
- 9月12日 - 古賀香澄
- 9月15日 - 上村麻衣
- 9月18日 - 和田麻里江
- 9月22日 - 滝沢ななえ

10月
- 10月1日 - 服部安佑香
- 10月5日 - フォルケ・アキンラデウォ
- 10月22日 - 島田桃大
- 10月26日 - アナ・チエミ・タカギ

11月
- 11月16日 - 南早希
- 11月22日 - パシ・ヒヴァリネン
- 11月25日 - 内藤和也
- 11月30日 - 浜崎勇矢

12月
- 12月17日 - 関李香
- 12月18日 - 迫田さおり
- 12月29日 - 坂梨朋彦